# Vinkovačke jeseni
Vinkovačke jeseni, tradicijski su godišnji višednevni hrvatski folklorni festival, kulturna, gospodarska i turistička manifestacija u Vinkovcima s međunarodnim sudjelovanjem, 
najveća europska manifestacija tradicijske kulture. Održava se u rujnu, uoči početka jeseni. 
Prve Vinkovačke jeseni održane su u rujnu 1966. te su ubrzo nakon toga postale jedan od najpoznatijih festivala ovakve vrste u cijeloj Hrvatskoj. U prvome planu ovoga festivala njega je narodnih plesova, nošnji i običaja radi očuvanja kulturne baštine.

## Općenito
U danima trajanja festivala predstavlja se raznovrsnost folklora u Slavoniji te inozemnomi folkloru koji na njemu sudjeluje. Za trajanja festivala u gradu se podiže privremena pozornica na otvorenom. Kostimi i scenografija su tematski, u oblicima i bojama hrvatskih narodnih nošnji te zvukova tamburica i gajdi u prvome planu.
Izdanja
| izdanje | vrijeme                | tema                   |
| ------- | ---------------------- | ---------------------- |
| 59.     | 13. do 22. rujna 2024. | Ruke šokačkih uspomena |

## Sastavnice
- Svečani mimohod – Najposjećenija priredba tijekom Vinkovačkih jeseni. Svečani mimohod je zapravo skupina ljudi koja ide ulicama Vinkovaca te pri tome promatra napredovanje mimohoda. Povorka konjanika i konjskih zaprega kreće se ispred povorke ljudi. Mimohod redovito prenosi Hrvatska radiotelevizija.
- Najveće kolo - Svi sudionici manifestacije, ali i posjetitelji na kraju Svečanog mimohoda plešu kolo. Osim u Vinkovcima, najveće se kolo pleše i u brojnim inim gradovima: ono je simbol nastojanja hrvatskoga naroda u očuvanju bogate povijesti i kulturne baštine. Kolo je i velika turistička atrakcija, posebice u Gradu Zagrebu gdje se pleše na Trgu bana Jelačića.[2]
- Smotra izvornoga hrvatskoga folklora – Smotra započinje nakon Svečanog mimohoda, te traje dva dana. Na smotri prvo nastupaju dva KUD-a iz Vinkovačkog kraja koja su imala najuspješniji nastup na Folklornim večerima, a nakon toga nastupaju svi ostali KUD-ovi iz cijele Hrvatske.
- Folklorne večeri – Na Folklornim večerima pjevaju se pjesme iz cijele zemlje. Folklorne večeri namijenjene su za stare i nove KUD-ove.
- Šokački divani – Priredba kojoj je zadatak prikazati nekadašnji način života Slavonaca, te podsjetiti na to kako se prije u Slavoniji živjelo.
- Dječje Vinkovačke jeseni - održavaju se tjedan dana prije Svečanoga mimohoda[3]
- Hip-Hop na Orionu - priredba u organizaciji Udruge Hip-Hop VK, s nastupima skupina breakdancea, repera, DJ-a i plesača iz cijele Slavonije.

## Vanjske poveznice
- Službene stranice